# Mathlete's Feat
«Mathlete's Feat» (укр. «Подвиг математика») — фінальна, двадцять друга, серія двадцять шостого сезону мультсеріалу «Сімпсони», прем'єра якої відбулась 17 травня 2015 року у США на телеканалі «Fox».

## Сюжет
Команда математиків Спрінґфілдської початкової школи «Прості дроби» змагається проти команди математиків «Нерівність» з початкової школи Веверлі-Гіллз на олімпіаді, яка організована Бенджаміном, Даґом та Ґері. Ліса хвалиться, що їхня бідна школа здивує усіх, однак вони не набирають балів взагалі. Ліса особливо засмучена, оскільки школа у Веверлі-Гіллз має набагато більше фінансування, ніж Спрінґфілдська початкова, а, отже, вони можуть дозволити собі новітні технології, тоді як Спрінґфілдська початкова використовує вже давно застарілі інструменти.
Почувши це, організатори-ботани вирішують модернізувати колись їхню рідну Спрінґфілдську початкову школу, виписавши чек на велику суму директорові Скіннеру. В результаті, кожен учень отримує планшет, власну шкільну мережу, інтерактивні сенсорні дошки та навіть лабораторію для 3D-друку. Оскільки всі книги тепер оцифровані, директор Скіннер вирішує спалити «старі» паперові книги.
На презентації оновленої школи учні виявляють, що також мають доступ і до зовнішньої мережі Інтернет. Через слабку стабілізацію серверів і високий сплеск напруги, вибухають усі цифрові пристрої у школі…
Оскільки всі паперові книги були знищені, викладачі не мають нічого, чим могли б навчити учнів. Міс Гувер демонструє навчальний фільм на своєму маленькому смартфоні. Ліса, не бачачи фільму, дивиться у вікно і бачить, що завгосп Віллі використовує мотузку з рівнонанесенними вузлами для вимірювання деяких ділянок газону — землемір. Це надихає дівчинку перетворити школу на вальдорфську школу, засновану на практичній діяльності та творчій грі.
Всім дітям подобається нова система, а Віллі отримав посаду тренера команди математиків. Під час тренування, Віллі виявляє, що інспектор Чалмерз зловживав його послугами, і намагається наздогнати його. Під час погоні Барт кидає яйце і б'є Чалмерза в голову, через що машина інспектора врізається в дерево. Віллі, здивований здатністю Барта обчислювати кути, робить Барта новим капітаном математичної команди.
Під час матчу-реваншу між Веверлі-Гіллз та Спрінґфілдською початковою школою Барт усвідомлює, що нічого не розуміє, бо не думав, що тут буде математика. Попри це, перед фіналом рахунок є рівним. Командам дається фінал: для M-фігури учасники повинні провести три прямі лінії, щоб сформувати 9 трикутників, що не перекриваються між собою. Усі учасники поставлені у глухий кут. Однак Барт помічає, що на голові Гомера також у формі літери «M» і знаходить рішення. В результаті, математична команда Спрінґфілдської початкової школи перемагає.
У фінальній сцені під час святкування Ліса жахається, коли Віллі зізнається, що техніка вимірювання мотузкою, яку він показував дівчинці, насправді була пристроєм, який використовувався для катувань і вбивств крадіїв овець. Вузли довше тримали жертву живою, щоб зробити покарання більш жорстоким…

## Виробництво
Під час виступу 26 вересня 2014 року на конференції у музеї науки Лондона виконавчий продюсер Ел Джін оголосив про майбутню серію, в якій «Ліса буде у математичній команді, і буде представлено найскладніші математичні жарти, які ми [команда „Сімпсонів“] можемо придумати».

## Цікаві факти та культурні відсилання
- Жест фінансування, проявлений Бенджаміном, Даґом та Ґері, схожий на пожертвування 100 мільйонів доларів державним школам Ньюарка (Нью-Джерсі) Марком Цукербергом 2010 року[2].
- У Гомера волосся і вухо у формі літер «M» і «G» — ініціали творця Сімпсонів Метта Ґрюйнінґа.

## Ставлення критиків і глядачів
Під час прем'єри серію переглянули 2,82 млн осіб з рейтингом 1.3, що зробило її другим найпопулярнішим шоу на каналі «Fox» тієї ночі, після «Сім'янина».
Денніс Перкінс з «The A.V. Club» дав серії оцінку D сказавши, що «заключний акт серії, як і сама остання серія 26 сезону „Сімпсонів“, був комерційним. Я був щиро озлоблений тим, яким роз'єднаним, ледачим і відвертим паршивим був фінал цього сезону».
Джессі Шедін з «IGN» дав епізоду 7,3 з 10, заявивши, що серія не була зосередженою, але все ще цікавою.
Згідно з голосуванням на сайті The NoHomers Club більшість фанатів оцінили серію на 3/5 із середньою оцінкою 3,02/5.